# Ludwik Starski
Ludwik Starski là một nhà thơ, nhà văn, nhà biên kịch điện ảnh người Ba Lan.

## Tác phẩm
- 1978 Hallo Szpicbródka czyli ostatni występ króla kasiarzy
- 1966 Mocne uderzenie
- 1962 Klub kawalerów
- 1956 Nikodem Dyzma
- 1953 Przygoda na Mariensztacie
- 1950 Pierwszy start
- 1948 Ulica Graniczna
- 1948 Skarb
- 1946 Zakazane piosenki
- 1946 W chłopskie ręce
- 1939 Sportowiec mimo woli
- 1939 O czym się nie mówi...
- 1939 Ja tu rządzę
- 1938 Zapomniana melodia
- 1938 Szczęśliwa trzynastka
- 1938 Robert i Bertrand
- 1938 Paweł i Gaweł
- 1938 Moi rodzice rozwodzą się
- 1937 Piętro wyżej
- 1936 Jadzia
- 1936 Dwa dni w raju
- 1936 Będzie lepiej
- 1934 Pieśniarz Warszawy